# Krahulčí
Krahulčí (en allemand : Krahuletsch) est une commune du district de Jihlava, dans la région de Vysočina, en République tchèque. Sa population s'élevait à 633 habitants en 2024.

## Géographie
Krahulčí se trouve à 3 km à l'ouest du centre de Telč, à 28 km au sud-sud-ouest de Jihlava et à 122 km au sud-est de Prague.
La commune est limitée par Hostětice au nord, par Telč à l'est, par Horní Myslová et Borovná au sud, et par Mrákotín à l'ouest.

## Histoire
La première mention écrite de la localité date de 1366.

## Transports
Par la route, Krahulčí se trouve à 3,2 km de Telč, à 32 km de Jihlava et à 155 km de Prague.